# Microthoron baeoides
Microthoron baeoides är en stekelart som beskrevs av Lubomir Masner 1972. Microthoron baeoides ingår i släktet Microthoron och familjen Scelionidae. Inga underarter finns listade i Catalogue of Life.